# Rebecca Mir

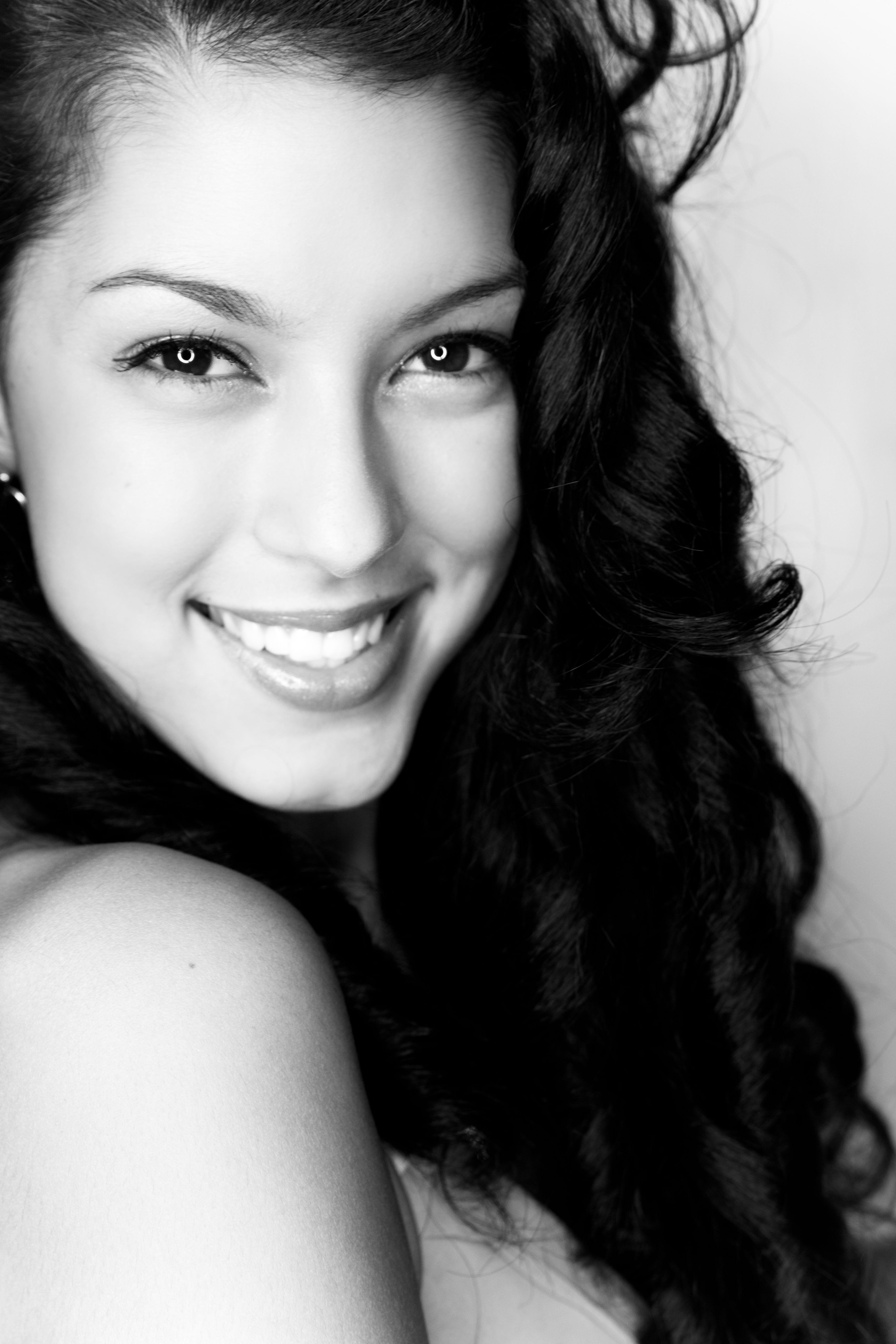
Rebecca Mir (2010)

Rebecca-Zarah Mir (* 23. Dezember 1991 in Aachen) ist ein deutsches Model, das auch als Fernsehmoderatorin arbeitet. Sie hat 2011 in der sechsten Staffel der Castingshow Germany’s Next Topmodel den zweiten Platz belegt.

## Leben

### Privates

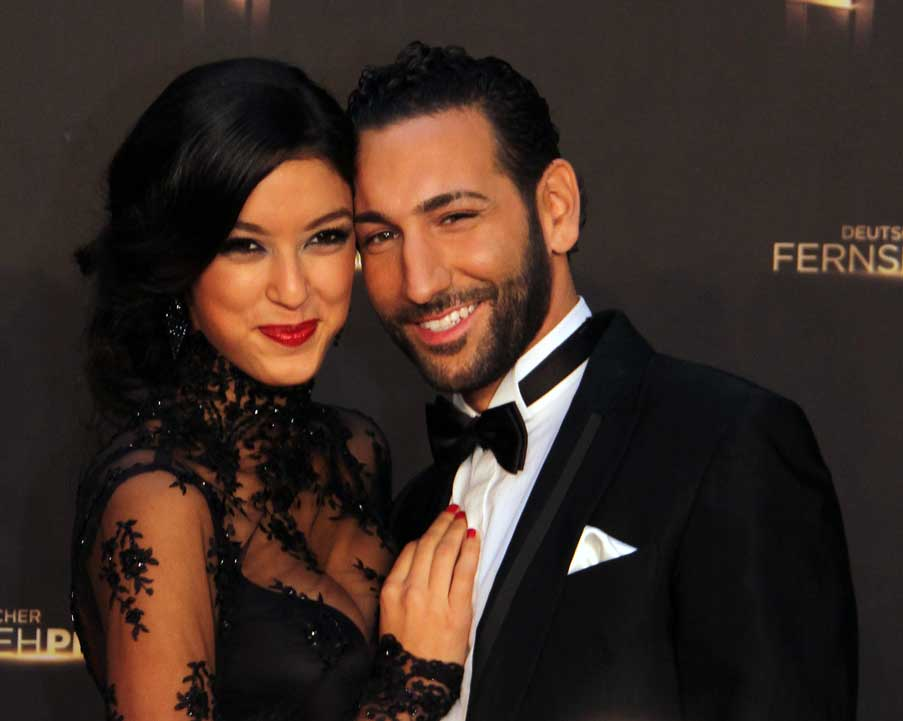
Rebecca Mir und Massimo Sinató beim Deutschen Fernsehpreis 2012

Rebecca Mirs Vater Asam ist ein aus Afghanistan stammender Einwanderer, ihre Mutter Mareike ist Deutsche. Sie hat einen zwei Jahre älteren Bruder und eine dreizehn Jahre jüngere Schwester und lebte bis 2012 bei ihrer Mutter in Monschau-Imgenbroich bei Aachen. Sie besuchte das St.-Michael-Gymnasium in Monschau. Von Dezember 2011 bis April 2012 war sie mit dem Seriendarsteller Sebastian Deyle liiert. Im August 2012 gab sie bekannt, dass sie mit ihrem Let’s-Dance-Tanzpartner Massimo Sinató liiert ist. Mir und Sinató heirateten am 27. Juni 2015 auf Sizilien. Im April 2021 kam ihr gemeinsamer Sohn zur Welt.

### Teilnahme bei Germany’s Next Topmodel
2010 bewarb sich Mir erneut für Germany’s Next Topmodel, nachdem sie ein Jahr zuvor im Casting für die fünfte Staffel gescheitert war und anschließend neben der Schule an einer halbjährigen Model-Ausbildung in Kerkrade teilgenommen hatte. Sie wurde  mit 49 anderen Teilnehmerinnen für die erste Sendung der sechsten Staffel ausgewählt. Im Laufe der Staffel konnte sich Mir unter anderem Aufträge des Dirndl-Herstellers Krüger sichern. Im Finale im Juni 2011 belegte sie den zweiten Platz, vor Amelie Klever und hinter Jana Beller.

### Nach Germany’s Next Topmodel

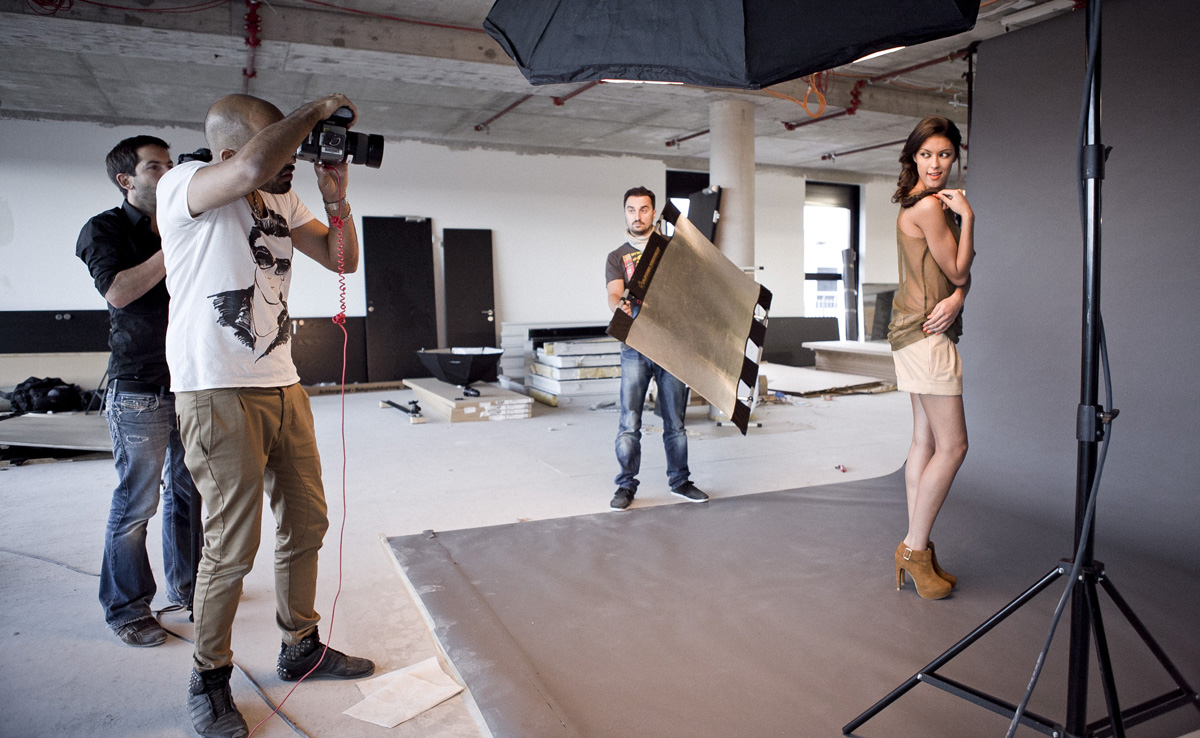
Rebecca Mir wird 2011 von dem Modefotografen Alexander Palacios fotografiert.

Sie erhielt einen Vertrag bei ONEeins Management, einer 100-prozentigen Tochtergesellschaft der von Heidi Klums Vater Günther geführten Heidi Klum GmbH. Einen Monat nach Ende von Germany’s Next Topmodel lief sie auf der Berlin Fashion Week unter anderem für die Label Lena Hoschek und Minx und präsentierte auch Teile der Kollektion von Jorge Gonzalez beim „Chicas Walk“.
Im Juli 2011 nahm sie an der von Jürgen von der Lippe moderierten Unterhaltungssendung Ich liebe Deutschland teil. Im August 2011 berichtete sie in der Sendung taff über das Reality-TV-Format Die Alm. Einen Monat später lief sie auf der New York Fashion Week für den Modedesigner Christian Siriano, der 2008 in Heidi Klums US-amerikanischer Show Project Runway gewonnen hatte. Außerdem war sie 2011 auf dem Cover der Cosmopolitan und 2012 auf dem Cover der Zeitschriften GQ und TV Spielfilm zu sehen.
Im Juni 2012 erschien sie auf dem Cover der deutschen FHM, nachdem sie in der Leserabstimmung den ersten Platz der FHM 100 Sexiest Women in the World belegt hatte. Im Rahmen der Fashion Week in Berlin lief sie 2012 bei der Grazia Preview Fashion Show und für Anja Gockel. 2013 war sie auf den Berliner Laufstegen der Label Minx by Eva Lutz, Lena Hoschek, Anja Gockel, Schacky and Jones, Laurèl und Miranda Konstantinidou zu sehen. Bei der Berlin Fashion Week 2014 war sie von Anja Gockel, Riani, Dimitri und Miranda Konstantinidou gebucht.
Im Frühjahr 2012 nahm sie an der 5. Staffel von Let’s Dance teil. Mit ihrem Tanzpartner und späterem Ehemann Massimo Sinató belegte sie hinter Magdalena Brzeska und Erich Klann den zweiten Platz. Mir moderierte im Juni 2012 backstage beim Finale der siebten Staffel von Germany’s Next Topmodel und im selben Monat eine Sendung über die „unvergesslichsten Momente“ der Castingshow. Dies wiederholte sie auch in den folgenden Staffeln. Im Juli 2012 moderierte sie an der Seite von Daniel Aminati erstmals das ProSieben-Magazin taff. Ebenfalls für ProSieben berichtete sie live von der Oscarverleihung in Los Angeles. Im November desselben Jahres gab sie ihr Schauspieldebüt in der ARD-Fernsehserie In aller Freundschaft, in der sie die Medizinstudentin Anna Fischer darstellte.
Im März 2013 wurde bekanntgegeben, dass sie ihren Vertrag mit ONEeins Management nicht verlängert. Seitdem ist sie bei der Agentur BWM Communications unter Vertrag. Während der Berlin Fashion Week im Sommer 2013 trug sie Julia Starps nachhaltig hergestellte Mode. Im März 2013 moderierte sie zusammen mit Alexander Mazza die Vienna Awards for Fashion and Lifestyle, im November 2013 das TV total Turmspringen und im März 2014 die Wok-WM gemeinsam mit Steven Gätjen und Matze Knop. 
2020 wurde sie Siegerin der Show Das große Promibacken. 2020, 2021 und 2023 war sie Gastjurorin bei Germany’s Next Topmodel. In der Spielshow Schlag den Star verlor sie im Juni 2023 gegen Nilam Farooq. Seit 2024 macht sie Werbung für Waschmittel.

## Fernsehauftritte
- 2011: Germany’s Next Topmodel
- 2011: Die Alm
- 2012: Mein Mann kann
- 2012: Es kann nur E1NEN geben
- 2012: Let’s Dance
- seit 2012: taff  (Moderation)
- 2012–2013: In aller Freundschaft (Fernsehserie, zwei Folgen)
- 2013: Frag doch mal die Maus (Fernsehserie, eine Folge)
- 2013: Task Force Berlin (Fernsehserie, eine Folge)
- 2013: Absolute Mehrheit
- 2014: Notruf Hafenkante (Fernsehserie, eine Folge)
- 2014: Jetzt wird’s schräg
- 2015: Jungen gegen Mädchen
- 2015: Grill den Henssler
- 2016: Wer weiß denn sowas?
- 2016: Das Duell um die Geld
- 2016: Unsere Zeit ist jetzt
- 2017: The Story of my Life[17]
- seit 2018: Alle gegen Einen (Co-Moderation)
- 2018–2019: Masters of Dance (Moderation)
- seit 2019 Joko & Klaas gegen ProSieben (Anmoderation und Kandidatin)
- 2019: Sturm der Liebe (Fernsehserie, eine Folge)
- 2019: Renn zur Million … wenn Du kannst! (Moderation)
- 2020: Das große Promibacken
- 2020: Grill den Henssler
- 2020: red. (Moderation)
- 2022: Sound of Peace (Moderation)
- 2023: Schlag den Star (Kandidatin)